# Stenocrepis quatuordecimstriata
Stenocrepis quatuordecimstriata är en skalbaggsart som beskrevs av Maximilien de Chaudoir. Stenocrepis quatuordecimstriata ingår i släktet Stenocrepis och familjen jordlöpare. Inga underarter finns listade i Catalogue of Life.